# Архимандрит Гаврило (Вучковић)
Гаврило (световно Бора Вучковић; Дубока, код Кучева, 10. мај 1944 ―  Београд, 12. април 2017) био је православни архимандрит и игуман Манастира Лепавина.

## Биографија
Дечак Бора, касније Архимандрит Гаврило (Вучковић), остао је врло млад без мајке а са свега 14 година остао је и без оца. Архимандрит Гаврило (Вучковић) ступио у манастир за искушеника крајем априла 1961. године. Замонашен је у расу на Велику суботу 1964. године у манастиру Раковици. Чин пострига извршио епископ Сава моравички, а привео архимандрит Милутин, касније епископ тимочки, по завршетку Богословско-монашког семинара школске 1963/64. године. По благослову Његове Светости Патријарха српског г. Германа, исте године одлази у манастир Свете Пећке патријаршије. Од 23. септембра 1965. до 11. марта 1967. на одслужењу војног рока у Скопљу. По повратку из војске прелази из Епархије београдско-карловачке у рашко-призренску и бива причислен у братство манастира Високих Дечана. Исте 1967. године био рукоположен у чин јерођакона од епископа рашко-призренског г. Павла на дан светог Стефана Дечанског. Провевши од 21. марта 1967. до 10. марта 1971. у манастиру Високи Дечани, по личној молби добио канонски отпуст за прелазак у манастир Хиландар на Светој Гори (Грчка).
У Хиландар стиже 12. марта 1971. године. Додељује му се послушање чредног ђакона и просфорара. Касније са послушања просфорара на послушање гостопримца, прво при канцеларији и Сабору стараца (општа управа) и после на дуже време гостопримац за опште манастирске госте. Рукоположен за јеромонаха 26. јануара 1980. године, на дан светих мученика Ермила и Стратоника.
Чин хиротоније извршио епископ родостолски г. Хризостом, титуларни епископ Васељенске патријаршије са седиштем у Кареји Света Гора. Одмах примио ново послушање - чредни јеромонах у цркви. На манастирску славу Свето Ваведење 1981. године у току бденија пострижен у малу схимну са истим именом Гаврило. Пострижење извршио епископ зворничко-тузлански г. Василије Качавенда, а привео, као духовни отац, старац проигуман Никанор. По благослову Управе манастира Хиландара, боравио годину дана, од марта 1983. до марта следеће 1984, код духовника старца Кирила у келији светог Николаја - Белозерска, међу Грцима.
По благослову духовника старца Никанора и по личној молби добио општи канонски отпуст и вратио се у Србију. У манастиру Бања, код Рисна Црна Гора, провео месец дана, а у Боки которској код протојереја ставрофора, архијерејског намјесника за Боку которску оца Мома Кривокапића, три месеца. У августу 1984. године канонски примљен у Епархију загребачко-љубљанску. Дана 17. августа 1984. године примио управу манастира Лепавине и парохију манастирску. На Велику Госпојину - Успење Пресвете Богородице, 1994. године, Његово Високопреосвештенство Митрополит загребачко-љубљански и целе Италије г. Јован на Светој архијерејској литургији произвео га у чин архимандрита.
Током грађанског рата (1991—1995) остао је у манастиру. У свом пастирском раду познат је по кориштењу модерних технологија доступних путем Интернета за духовно-мисионарски рад. Свети синод Српске православне цркве формирао је крајем 2014. године. Мисионарско одјељење, изабравши оца Гаврила као једног од његових дванаест сталних чланова.
По благослову Његовог Високопреосвештенства Митрополита г. Порфирија, архимандрит Гаврило (Вучковић) учествовао је на „Првом Међународном симпозијуму о дигиталним медијама и православној пастирској бризи“ који је одржан од 07 до 09. маја 2015. године у Атини уз учешће 75 стручњака, православних свештеника и мирјана из 21 земље.
Свети синод Српске православне цркве изабрао је архимандрита Гаврила да извуче коверту са именом новог Патријарха јануара 2010. године.
Упокојио се у Господу на Велику Среду, 12. априла 2017. године у болници „Светог Саве" у Београду. Сахрањен је 17. априла на манастирском гробљу у манастиру Лепавина.